# プロコスペルマ科
プロコスペルマ科 (プロコスペルマか、Plocospermataceae) は、被子植物の中のシソ目に属している。この科には1属1種しか知られておらず、唯一Plocosperma buxifolium（中米に分布）のみが属している。